# Loraine Lagacé
Pour les articles homonymes, voir Lagacé.
 (janvier 2016).
Si vous disposez d'ouvrages ou d'articles de référence ou si vous connaissez des sites web de qualité traitant du thème abordé ici, merci de compléter l'article en donnant les références utiles à sa vérifiabilité et en les liant à la section « Notes et références ».
Loraine Lagacé (Rivière Blanche (Saint-Ulric-de-Matane) le 12 décembre 1943 - Montréal le 6 janvier 2013) est une femme politique du Québec et un écrivain francophone.

## Ses œuvres
- Stratège, éditions Stanké, 1992, 314 pages
- Manoir vert, éditions Stanké, 1993, 302 pages